# Свръхизбор
Свръх избор се постига, когато предимствата на разнообразието и индивидуализацията се спират от сложността на процеса на вземане на решения от страна на купувача.
Прекаленото натоварване или изборът на претоварване е когнитивен процес, при който лицата имат тежък момент да вземат решение, когато са изправени пред много възможности. Терминът е въведен за пръв път от Алвин Тофлер в книгата му „Future Shock“ от 1970 г.

## Психологически процес
Феноменът на свръх избор се проявява, когато има много еквивалентни решения. Вземането на решение става все по-голямо поради многото потенциални резултати и рискове, които могат да възникнат в резултат на неправилния избор. Приемането на прекалено много приблизително еднакви възможности е психическо източване, тъй като всеки вариант трябва да бъде измерен срещу алтернативи, за да се избере най-добрата. Удовлетворението на избора чрез броя на наличните опции може да се разпише чрез обърнат модел „U“. В този модел, без избор, води до много слабо удовлетворение. Първоначално по-голям избор води до по-голямо удовлетворение, но тъй като броят на изборите го увеличава, тогава пиковете и хората са склонни да почувстват по-голям натиск, объркване и потенциално недоволство от техния избор. Въпреки че по-големите комплекти за избор могат да бъдат първоначално привлекателни, по-малките комплекти за избор водят до повишено удовлетворение и намалено съжаление. Друг компонент на свръх избора е възприемането на времето. Комплектите с широк избор може да изглеждат още по-трудни с ограничено време ограничение.

## Предпоставки
Изборът на претоварване не е проблем във всички случаи, има някои условия, които трябва да бъдат изпълнени, преди ефектът да може да бъде изпълним. На първо място хората, които правят избора, не трябва да имат ясна встъпителна предпочитаност за тип или категория елемент. Когато изборният производител има предпочитание, броят на опциите оказва малко влияние върху окончателното решение и удовлетворението. Второ, в изборния набор не трябва да има ясно преобладаваща възможност, което означава, че всички опции трябва да се възприемат като еквивалентно качество. Една опция не може да се отбелязва като по-добра от останалите. Наличието на по-добра възможност и много по-малко желани нюанси ще доведе до по-удовлетворително решение. Трето, има отрицателна връзка между изборния асортимент и удовлетворението само при хора, които са по-малко запознати с избора.

## Психологически последици
Вземащите решения в големи изборни ситуации се радват на процеса на вземане на решения повече от тези с по-малък избор, но се чувстват по-отговорни за своите решения. Въпреки това, по-голям избор води до по-голямо недоволство и съжаление в решенията. Усещането за отговорност води до когнитивен дисонанс, когато се представи с големи масивни ситуации. В тази ситуация, когнитивната дисонанс се получава, когато има психическа разлика между направения избор и избора, който трябваше да бъде направен. По-голям избор води до по-когнитивен дисонанс, защото увеличава шанса вземащият решение да вземе грешното решение.
|  | Тази страница частично или изцяло представлява превод на страницата Overchoice в Уикипедия на английски. Оригиналният текст, както и този превод, са защитени от Лиценза „Криейтив Комънс – Признание – Споделяне на споделеното“, а за съдържание, създадено преди юни 2009 година – от Лиценза за свободна документация на ГНУ. Прегледайте историята на редакциите на оригиналната страница, както и на преводната страница, за да видите списъка на съавторите. ВАЖНО: Този шаблон се отнася единствено до авторските права върху съдържанието на статията. Добавянето му не отменя изискването да се посочват конкретни източници на твърденията, които да бъдат благонадеждни. |